# Ainderby Mires with Holtby
Ainderby Mires with Holtby est une paroisse civile du Yorkshire du Nord, en Angleterre.